# Агрономія
Агроно́мія (грец. αγρος — поле і νομος — закон, звичай) — наука, яка зосереджена на вивченні сільськогосподарських культур, ґрунтів і навколишнього середовища з метою підвищення ефективності та сталості сільськогосподарських систем. Агрономія охоплює широкий спектр галузей, включаючи фізіологію рослинництва, ґрунтознавство, селекцію рослин, боротьбу зі шкідниками, методи сталого ведення сільського господарства та інші сільськогосподарські науки. В широкому значенні, агрономія вивчає наукові основи сільськогосподарського виробництва.
Агрономи працюють над тим, щоб зрозуміти та оптимізувати складну взаємодію між рослинами, ґрунтами з власною екосистемою та навколишнім середовищем, щоб підвищити врожайність, оптимізувати здоров'я ґрунтів, покращити продовольчу безпеку та сприяти екологічній стійкості. Із зростаючим попитом на продукти харчування та зростаючим тиском на сільськогосподарські ресурси галузь агрономії стала більш важливою, ніж будь-коли, у вирішенні глобальних проблем, таких як зміна клімату, продовольча безпека та погіршення навколишнього середовища.

## Історія

### Витоки землеробства
Сільське господарство є одним із найважливіших досягнень в історії людства, забезпечуючи стабільне та надійне джерело їжі, яке дозволило зростати людській популяції та створювати осілі громади. Більшу частину історії людства люди жили невеликими кочовими групами, які для виживання покладалися на збирання диких рослин, риболовлю та полювання. Ці суспільства були дуже мобільними, групи часто переміщалися в пошуках їжі та інших ресурсів. Приблизно 12 000 років тому, під час так званої неолітичної революції, люди почали одомашнювати рослини, відбираючи та культивуючи рослини з бажаними властивостями, такими як більші насіння та легші для збору плоди. Це дозволило отримати більш надійне джерело їжі та перехід від кочового до осілого способу життя. Невдовзі після цього відбулося приручення тварин, коли люди вибірково розводили диких тварин, таких як овець, кіз і велику рогату худобу, щоб бути більш слухняними та легшими для керування. Це дозволило більш ефективно використовувати такі ресурси, як молоко, вовна та м'ясо. Зі створенням осілих громад люди розробили нові сільськогосподарські методи, такі як зрошення, сівозміну та використання плугів і тяглових тварин для підвищення врожайності та продуктивності. Ці методи дозволили більш масштабне землеробство та більш ефективне використання землі та ресурсів.
Сільське господарство поширилося по всьому світу, у різних регіонах розвивалися власні культури та сільськогосподарські методи. В Америці, наприклад, сільське господарство розвивалося незалежно, і такі культури, як кукурудза, квасоля та кабачки, стали основними продуктами харчування індіанців. В Азії поширилося вирощування рису, а в Європі основними культурами були пшениця і ячмінь.
Розвиток сільського господарства сприяв зростанню людської популяції та створенню більш складних суспільств. Сільське господарство також призвело до розвитку торгівлі та спеціалізації праці, а також негативному впливу на навколишнє середовище, таких як вирубка лісів та ерозія ґрунту.

### Розвиток селекції рослинництва
Селекція сільськогосподарських культур — це процес відбору та розвитку сортів рослин із бажаними властивостями, такими як висока врожайність, стійкість до хвороб або покращений вміст поживних речовин. Цей процес триває тисячоліттями і зіграв вирішальну роль у розвитку сільського господарства та людської цивілізації.
Найперші форми селекції сільськогосподарських культур, ймовірно, були ненавмисними, коли ранні фермери зберігали та пересаджували насіння з найкращих рослин на своїх полях. Згодом ці рослини розвивали характеристики, які добре підходили до місцевого середовища та сільськогосподарської практики. Деякі ранні фермери також практикували навмисну селекцію, використовуючи такі методи, як вибіркове запилення або гібридизація для виведення нових сортів.
Традиційні методи, такі як гібридизація та селекція, удосконалювалися протягом століть сільськогосподарської практики. Ці методи включають схрещування рослин із бажаними ознаками для отримання потомства з комбінацією цих ознак. Завдяки повторному відбору найкращих нащадків фермери та селекціонери могли поступово виводити нові сорти, які були краще адаптовані до місцевих умов вирощування та мали бажані характеристики.
У 20 столітті прогрес у генетиці та біотехнології призвів до розробки нових методів селекції, таких як селекція за допомогою маркерів та генна інженерія. Ці методи дозволяють селекціонерам ідентифікувати та маніпулювати конкретними генами, пов'язаними з бажаними ознаками, такими як стійкість до шкідників або посухостійкість. Незважаючи на суперечливість, ці методи мають потенціал значно прискорити темпи покращення врожаю та забезпечити вирішення деяких із найактуальніших світових проблем сільського господарства.

### Виникнення наукового землеробства
Хоча перші згадки системного підходу до сільського господарства були з часів Стародавньої Греції та Стародавнього Риму, виникнення наукового сільського господарства можна віднести до 18 століття, коли такі вчені, як Джетро Талл і Антуан Лавуазьє, почали застосовувати наукові принципи для вивчення сільського господарства. Англійський фермер Талл пропагував використання кінних сівалок для підвищення ефективності посіву насіння, а французький хімік Лавуазьє визнавав важливість кисню в диханні рослин.
У 19 столітті вивчення сільського господарства почало набувати більш формалізованої та інституціоналізованої форми. Створення сільськогосподарських дослідних станцій і заснування сільськогосподарських університетів і коледжів допомогло створити новий клас професійних аграрних учених і дослідників.

### Еволюція агрономії як дисципліни
Агрономія виникла як окрема галузь наприкінці 19-го та на початку 20-го століть, коли були створені сільськогосподарські науково-дослідні установи та розроблено нові технології. Ранні дослідники сільського господарства зосереджувалися на підвищенні родючості ґрунту, створенні нових сортів сільськогосподарських культур і вдосконаленні систем зрошення.
Наприкінці 19-го та на початку 20-го століть сільськогосподарські науково-дослідні установи були створені по всьому світу, зокрема в Європі, Сполучених Штатах та Азії. Ці установи зосереджувалися на вивченні фізіології рослин, ґрунтознавства та управління рослинництвом з метою підвищення продуктивності сільського господарства та продовольчої безпеки.
Сьогодні агрономія є міждисциплінарною галуззю, яка включає вивчення фізіології рослин, генетики, ґрунтознавства, метеорології тощо. Агрономи працюють над розведенням нових сортів сільськогосподарських культур, які є більш стійкими до зміни клімату, зменшують вплив сільськогосподарських методів на навколишнє середовище та підвищують продовольчу безпеку.

### Історія в Україні
Початок розвитку агрономії в Україні зв'язаний з організацією цукробурякового виробництво та створенням дослідних станцій.
Видатним агрономом-дослідником у 2-й пол. 19 ст. в Україні був О. О. Ізмаїльський — віце-президент Полтавського с. -г товариства. Розроблені Полтавською дослідною станцією способи обробітку ґрунту і внесення добрив (1884) лягли в основу тодішньої системи землеробства і були використані багатьма дослідними установами і господарствами Російської імперія. В сітці Всеросійського товариства цукрозаводчиків наприкінці ХІХ ст. використовувались результати досліджень А. Є. Зайкевича, який розробив рядковий спосіб внесення добрив. О. І. Душечкін (1907), вивчаючи живлення цукрових буряків, встановив, що вони засвоюють поживні речовини протягом усього періоду вегетації. Цим було доведено потребу внесення добрив з осені під глибоку оранку і весною в рядки. В. В. Бутов на Синельниківській дослідній станції розробив карбідний метод визначення вологи в ґрунті. Але найбільшим досягненням агрономії в Україні під владою Російської імперії було створення наукової класифікації парів.
Піднесення агрономії припадає на період 1918–1929 рр. до початку колективізації, коли українські дослідники використовували широкі можливості науково-дослідницької роботи, що було зумовлене кінечністю для більшовицької влади інтенсивно відбудовувати сільське господарство. В ці роки агрономія в Україні набирає планомірного характеру, обіймаючи всі її галузі. Створена мережа метеорологічної служби. Розгорнулася ґрунтознавча робота, що дала в 1920-х рр. першу зведену карту ґрунтів України і 10 томів «Матеріалів дослідження ґрунтів України» Українські селекціонери створили ряд високо-цінних сортів с-г культур («українка», «кооператорка» та ін.) Науково-дослідницькі станції (в 1927 р. вже 35) працювали за єдиною програмою. Організовано було кілька заповідників: Асканія Нова, цілющі степи Старосамбірщини, Надозв'я.
у 1920-х рр. на Носівській дослідній станції Костянтин Гедройц розробив теорію колоїдного вбирного комплексу ґрунту, на якій базується вапнування кислих і гіпсування солонцюватих ґрунтів. Теоретичними дослідженнями показано велике значення органо-мінеральної системи добрив.
Від другої половини 1920-х років починаються переслідування українських учених в УССР, а робота установ дедалі перебудовується в зв'язку з переходом до колективізації.
У 1956 році в УРСР була створена Українська академія сільськогосподарських наук (УАСГН), вища наукова установа з сільського господарства що існувала у Києві.
Вона була третім за чергою в УРСР центром сільськогосподарських наук після Сільськогосподарського наукового комітету України (1918–1928) і Всеукраїнської Академії Сільськогосподарських Наук (1926 — сер. 1930-их pp.), існування яких в УРСР замовчувалось у післявоєнний період.
1962 УАСГН ліквідовано, а її установи передано Академії сільськогосподарських наук у Москві та її зональному відділові в Україні — Південному.

#### Часописи
- «Хлібороб» (1905 р. Харків 1907—1918 рр.)
- «Рілля» (Київ 1910—1915)

Містили сторінки на сільськогосподарські теми часописи:
- «Рідний край» (Полтава 1906—1907 рр., Київ — 1908—1914 рр.)
- «Громадська думка» (Київ 1905 р.)
- «Рада» (Київ 1910—1914 рр.)
- «Українське Бджільництво» (Київ 1910—1914 рр.)
- «Українське Пасічництво» (Київ 1914—1919 рр.)

В 1920-х роках в УРСР видавалися численні періодичні видання. Зокрема, у тодішній столиці УРСР, Харкові, серед інших видавалися: «Вісник с-г науки та досвідної справи», «Сільський Господар», «Вісник садівництва, виноградарства та городництва», «Український Аґроном», «С-г машина», «Механізація сільського господарства», «Меліоративні питання». У Києві виходив «Вісник Пасічництва» та інші.
На українських землях під владою Польщі виходили «Сільський Господар» (Львів — Ярослав 1925—1944 рр.) «Український пасічник» (1928—1944 рр.), «Хліборобська молодь» (1934—1939 рр.) «Український Аґрономічний Вістник» (1934—1938 рр.)

#### Заклади вищої освіти
Заклади вищої освіти України, що готують спеціалістів за напрямом Агрономія:
- Білоцерківський національний аграрний університет
- Вінницький національний аграрний університет
- Державний біотехнологічний університет
- Дніпровський державний аграрно-економічний університет
- Західноукраїнський національний університет
- Київський аграрний університет Національної академії аграрних наук України
- Луцький національний технічний університет
- Миколаївський національний аграрний університет
- Національний університет «Чернігівська політехніка»
- Національний університет біоресурсів і природокористування України
- Національний університет водного господарства та природокористування
- Одеський державний аграрний університет
- Подільський державний університет
- Поліський національний університет
- Полтавський державний аграрний університет
- Прикарпатський національний університет імені Василя Стефаника
- Сумський національний аграрний університет
- Східноукраїнський національний університет імені Володимира Даля
- Таврійський державний агротехнологічний університет імені Дмитра Моторного
- Уманський національний університет садівництва
- Херсонський державний аграрно-економічний університет
- Центральноукраїнський національний технічний університет
- Чернівецький національний університет імені Юрія Федьковича

## Напрямки
Агрономія є міждисциплінарною галуззю, яка охоплює широкий спектр областей, пов'язаних з вивченням рослин та їх середовища. Деякі з ключових областей агрономії включають селекцію рослин, фізіологію сільськогосподарських культур, ґрунтознавство, метеорологію та екологію.
- Селекція рослин — це процес виведення нових сортів культур, які є більш продуктивними, стійкими до хвороб і шкідників і краще пристосованими до конкретних умов вирощування. Селекціонери використовують різні методи для виведення нових сортів, включаючи схрещування, генну інженерію та молекулярну селекцію. (Див. також: Генетика, Селекція, Біотехнологія, Біоінженерія)
- Фізіологія сільськогосподарських культур вивчає біологічні процеси, що відбуваються в рослинах, і те, як на них впливають фактори навколишнього середовища, такі як температура, світло та вологість. Фізіологи рослинництва працюють над оптимізацією росту та розвитку рослин для підвищення врожайності. (Див. також: Рослинництво, Фітопатологія, Гербологія, Сільськогосподарські культури)
- Ґрунтознавство — це дослідження фізичних, хімічних і біологічних властивостей ґрунтів та їхньої ролі в рості та розвитку рослин. Ґрунтознавці працюють над тим, щоб зрозуміти родючість ґрунту, кругообіг поживних речовин і методи збереження ґрунту для підвищення продуктивності та сталості сільського господарства. (Див. також: Родючість ґрунту, Меліорація, Агрохімія, Відновлювальне землеробство)
- Агрометеорологія вивчає атмосферу та погодні умови. В агрономії метеорологи вивчають погодні умови та їхній вплив на сільськогосподарські культури, включаючи температуру, кількість опадів і вітер. Вони також використовують моделі прогнозу погоди для прогнозування врожайності та керування сільськогосподарськими методами.
- Екологія — це вивчення взаємозв'язків між живими організмами та їх середовищем. В агрономії екологи вивчають взаємодію між рослинами, тваринами та їхнім середовищем для розробки стійких методів ведення сільського господарства, які захищають біорізноманіття та сприяють здоров'ю екосистем. (Див. також: Агроекологія)

Агрономія — це широка та міждисциплінарна галузь, яка охоплює багато різних областей дослідження. Поєднуючи знання з селекції рослин, фізіології сільськогосподарських культур, ґрунтознавства, метеорології та екології, агрономи працюють над розробкою сталих методів ведення сільського господарства, які можуть прогодувати зростаюче населення світу, одночасно захищаючи природні ресурси нашої планети.

## Засоби та методи
Агрономія, як наука та технологія виробництва та використання рослин для їжі, палива, корму та волокна, вимагає використання різноманітних інструментів і методів для оптимізації виробництва сільськогосподарських культур та екологічної стійкості. У цьому розділі представлено огляд основних інструментів і методологій, які використовують агрономи для підвищення продуктивності сільського господарства, збереження ресурсів і пом'якшення наслідків зміни клімату.

### Випробування та аналіз ґрунту

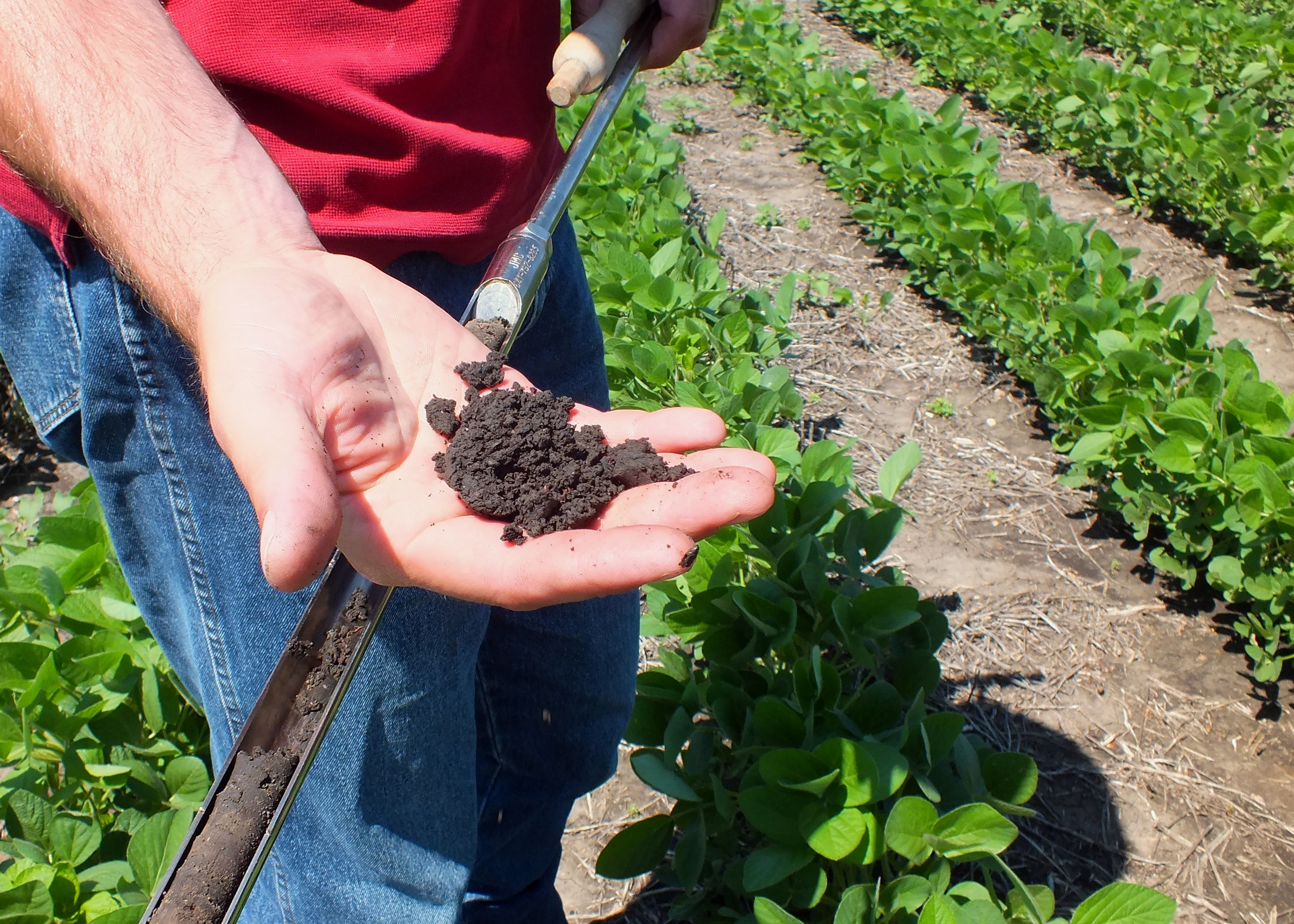
Агрегати ґрунту

Тестування та аналіз ґрунту є основними інструментами для агрономів, оскільки вони допомагають визначити вміст поживних органічних і мінеральних речовин, стан екосистеми ґрунту (макро- та мікроорганізмів), рівень рН, структуру ґрунту, щільність, ємність катіонного обміну та інші показники. Ці аналізи дозволяють розробити індивідуальні рекомендації щодо внесення органічних та мінеральних добрив і вапнування для оптимізації росту рослин і врожайності. Загальні методи дослідження ґрунту включають:
- Відбір проб ґрунту з різних глибин і місць у межах поля для забезпечення надійних репрезентативних даних.
- Лабораторний аналіз: зразки ґрунту проходять ретельний аналіз для оцінки вмісту поживних речовин, рівня pH та інших важливих параметрів для здоров'я та родючості ґрунту. Це включає традиційні методи, такі як оцінка візуальних та морфологічних показників, фізичних показників, хімічних[2] та агрохімічних показників, фізико-хімічних та мікробіологічних показників.[3] Прогресивні методи, які забезпечують деталізований аналіз ґрунту, включають:
  - спектроскопічний аналіз[4] (Vis-NIR, MIR, FTIR, XRF, ЯМР та інші методики), які досліджують склад ґрунту на атомно-молекулярному рівні;
  - хроматографічний аналіз разом з мас-спектрометрією[5] (GC-MS, LC-MS та ін.[6]), та інші методики метаболоміки[7], які точно ідентифікують молекули органічних речовин та метаболітів в зразках ґрунту;
  - молекулярно-біологічні методи[8] (ПЛР та секвенування ДНК, що використовуються в метагеноміці та метабаркодуванні[9]; і різні методики метатранскриптоміки[10], метапротеоміки[11] та інших мета-омік[12][13]), які досліджують мікробіом ґрунту, який є важливим чинником його здоров'я та родючості[14][15][16][17].
  - Біосенсори на основі нанотехнологій покращують аналіз ґрунту, забезпечуючи швидке виявлення конкретних речовин, що особливо актуально для забруднюючих речовин, таких як солі важких металів, органічні та неорганічні забруднювачі, токсини, антибіотики і мікроорганізми.[18]
- Картографування ґрунту: створення візуальних зображень властивостей ґрунту та варіацій на полі чи ландшафті.[19][20] (див. також Картографування врожаю)
- Мікробіологія ґрунту[en] — дослідження та управління мікробіомом ґрунту. Мікробіом ґрунту є одним з головних факторів його родючості. Дослідження показали, що мікроорганізми навколо кореня рослин здатні утворювати в десятки разів більше регуляторів росту та фітогормонів (таких як ауксини, гібереліни, цитокініни та інші), ніж сама рослина.[21][22]

### Точне землеробство

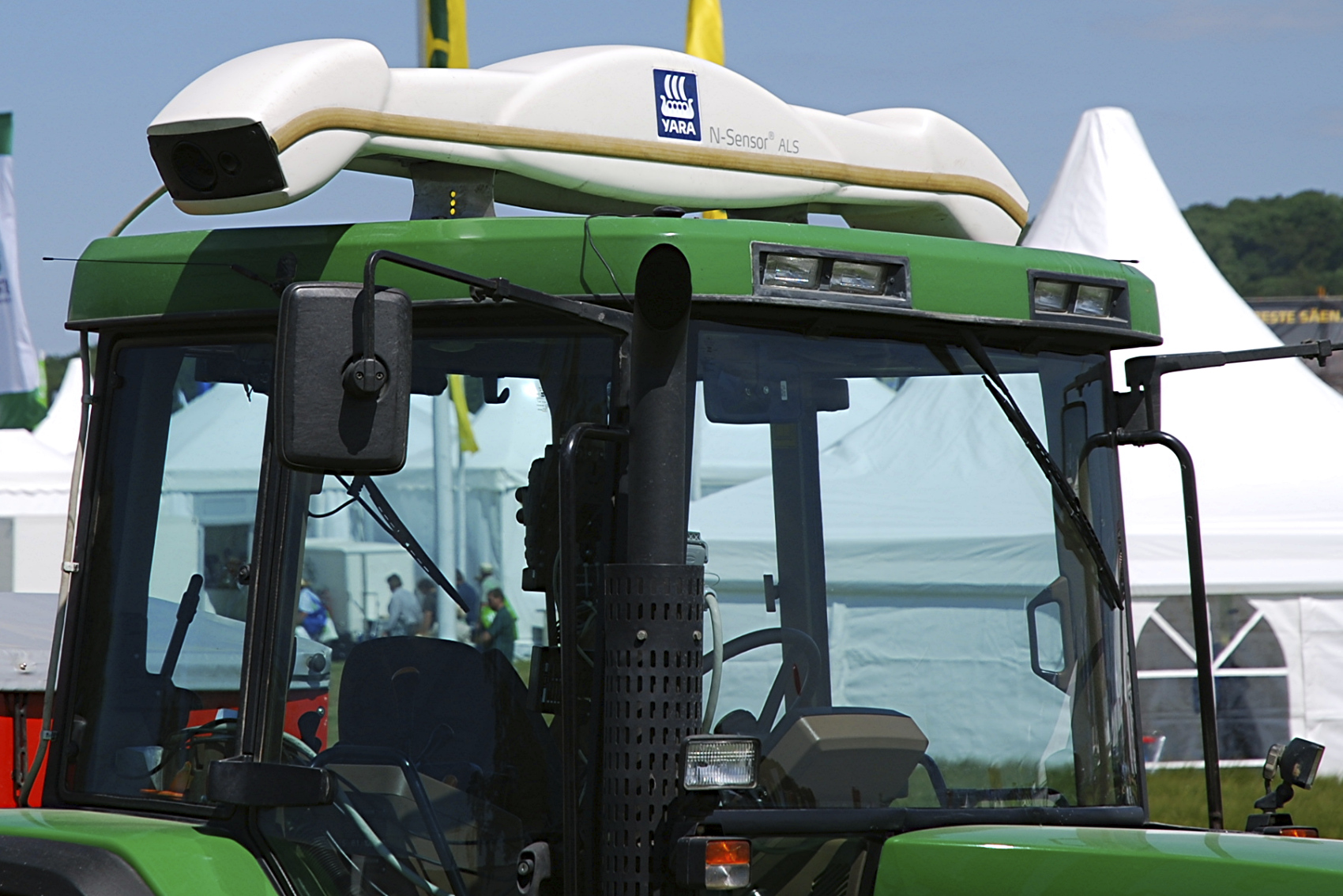
Yara N-Sensor ALS, встановлений на куполі трактора — система, яка реєструє відбиття світла від посівів, і розраховує та оптимізує внесення добрив.

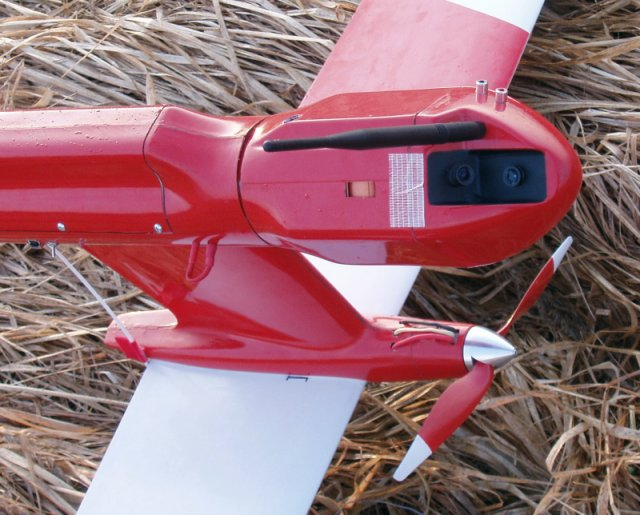
Польський Pteryx UAV — БПЛА для аерофотозйомки в точному землеробстві

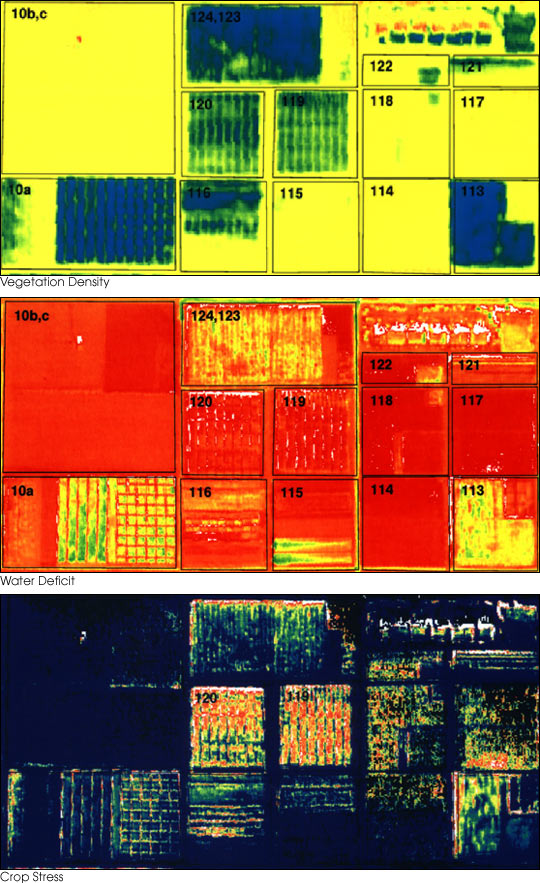
Дистанційне зондування в точному землеробстві. Верхнє зображення (щільність рослинності) показує варіації кольорів, визначені густотою посівів (також називають «індексом нормалізованої різниці рослинності» або NDVI), де темно-сині та зелені кольори вказують на пишну рослинність, а червоні — на ділянки оголеного ґрунту. Середнє зображення (дефіцит води) — це карта дефіциту води, отримана за результатами вимірювань відбиття та температури Дедала. Зелений і синій колір вказують на вологий ґрунт, а червоний — на сухий. Нижнє зображення (стрес культури) показує, де культури зазнають серйозного стресу, як це особливо стосується полів 120 і 119 (позначено червоними та жовтими пікселями)

Точне землеробство — це підхід до землеробства, що передбачає використання технологій, таких як:
- датчики (сенсори)[23][24],
- дрони[25],
- мультиспектральний аналіз[26] та гіперспектральний аналіз[27],
- картографування врожаю[28][29],
- змінні норми внесення добрив[30][31][32], засобів захисту[33][34][35], води[36][37] та висіву насіння[38];
- штучний інтелект та машинний зір[39][33],
- роботизовані механічне прополювання та точне боронування[40][41],

для оптимізації врожайності, мінімізації шкоди довкіллю, покращення родючості ґрунту та зменшення витрат.
Технології дистанційного зондування, такі як супутникові зображення та камери на базі дронів, надають детальну інформацію про здоров'я врожаю, вологість ґрунту та зараження шкідниками. Ці технології дозволяють агрономам швидко й точно контролювати великі площі землі. Поєднуючи дані дистанційного зондування з обладнанням із підтримкою GPS і системами підтримки прийняття рішень, методи точного землеробства дозволяють цілеспрямовано вносити добрива, воду, та засоби захисту, зменшуючи витрати та негативний вплив на навколишнє середовище.
Ключові компоненти точного землеробства включають:
- Датчики (сенсори)[23][24] на техніці та дронах[25], зокрема датчики для мультиспектрального[26] і, більш перспективного, гіперспектрального[27] аналізів, для вирішення сільськогосподарських проблем, таких як виявлення хвороб, виявлення бур’янів, виявлення стресу, моніторинг урожаю, внесення поживних речовин, мінералогія ґрунту, оцінка врожайності та сортування.
- Технологія змінного внесення (VRT): дозволяє точно застосовувати вхідні дані від сенсорів та оптимізувати внесення добрив[30][31][32], води[36][37] чи засобів захисту[33][34][35] на основі конкретних польових умов і вимог.[46][47]
- Географічні інформаційні системи (ГІС): сприяють зберіганню, аналізу та візуалізації просторових даних для управління культурами та планування землекористування.[48][49][50]
- Моніторинг врожайності та картографування: використання датчиків і технології GPS для запису та аналізу даних про врожайність культур для прийняття управлінських рішень.

### Селекція рослин та біотехнологія
Селекція рослин і біотехнологія відіграють важливу роль в агрономії, оскільки вони дозволяють виводити сорти сільськогосподарських культур з бажаними властивостями, такими як висока врожайність, стійкість до хвороб і стійкість до абіотичного стресу. Інструменти та методи, які використовуються в цій області, включають:
- Традиційне розведення рослин: контрольоване перехресне запилення та відбір рослин із бажаними ознаками протягом кількох поколінь.
- Відбір за допомогою маркерів: використання молекулярних маркерів для відстеження конкретних генів і відбору рослин із бажаними ознаками під час процесу селекції.
- Генна інженерія та редагування генома: пряме маніпулювання генами організму за допомогою технології рекомбінантної ДНК, такої як CRISPR/Cas9, для впровадження або зміни ознак.[52][53][54][55][56]

### Стале, відновлювальне та органічне землеробство
Стале (стійке) сільське господарство зосереджується на задоволенні поточних продовольчих і текстильних потреб без шкоди здатності майбутніх поколінь робити те саме. Цей підхід наголошує на трьох цінностях — здоров'ї довкілля, економічній прибутковості та соціальній справедливості.
Основні практики та технології включають:

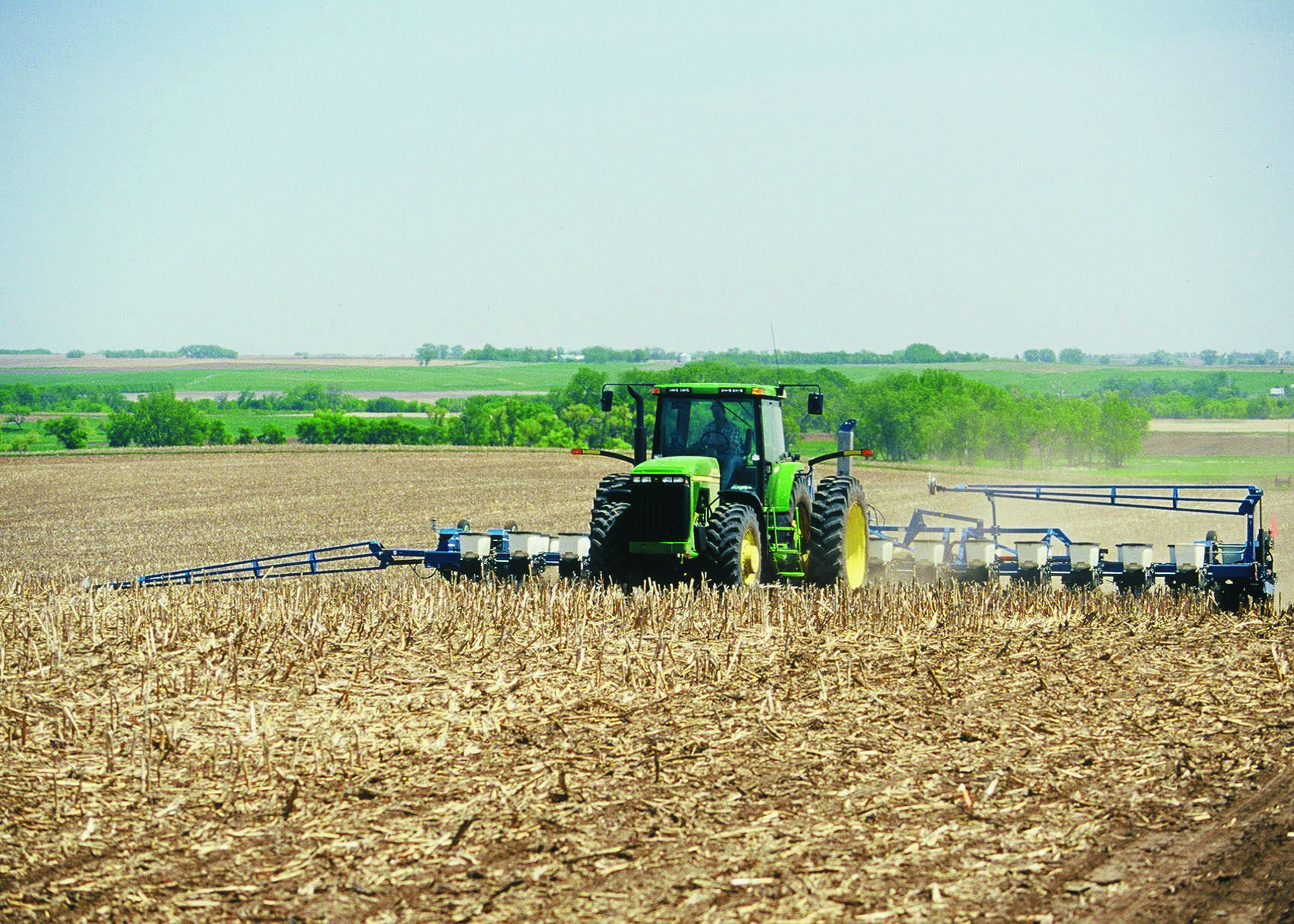
No-till

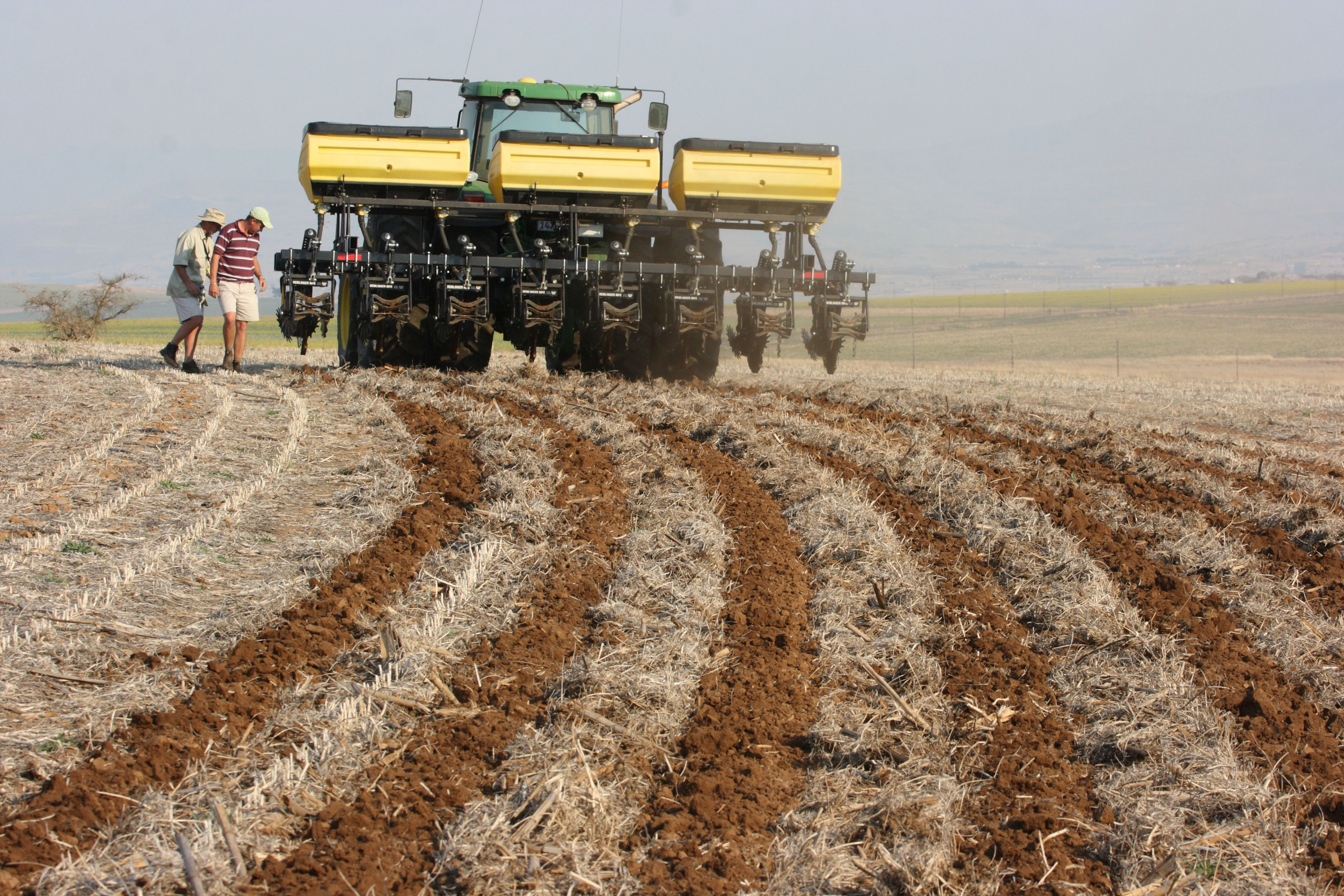
Strip-till

- Ґрунтозахисне землеробство (No-till, Strip-till, Mini-till)
- Сівозміна
- Органічне землеробство
- Сидерати та мульчування
- Інтелектуальна іригація та крапельне зрошування
- Інтегрований захист рослин
- Агролісомеліорація
- Біодобрива

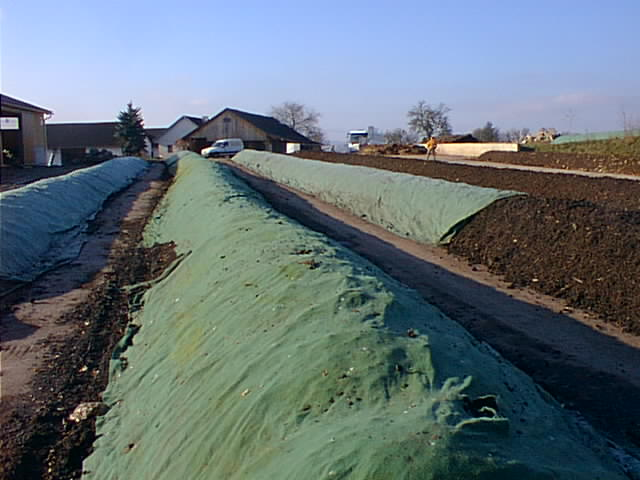
Компост

Пермакультура (з англ. permanent culture — постійна/стала культура) — це підхід до дизайну, який імітує природні екосистеми для створення стійких сільськогосподарських систем.
Основні практики та технології включають:
- Супутнє садіння та суміщення культур
- Компостування та інші органічні добрива
- Хюґелькультура
- Збирання дощової води
- Аквапоніка

Відновлювальне сільське господарство має на меті відновлення та покращення здоров'я екосистем, зосереджуючись на здоров'ї та родючості ґрунту, біорізноманітті та кругообігу води.
Основні практики та технології включають:
- Сидерати та мульчування
- Ґрунтозахисне землеробство (No-till, Strip-till, Mini-till)
- Використання органічних добрив і мінімізація синтетичних добрив та засобів захисту
- Біочар (вугілля)
- Біодобрива
- Арбускулярні мікоризи
- Агролісомеліорація
- Інтегрований захист рослин

### Сільськогосподарська мікробіологія
Сільськогосподарська мікробіологія вивчає взаємодію між мікроорганізмами та сільськогосподарськими системами для підвищення продуктивності, стійкості та захисту рослин. Основні напрямки включають:
- Мікробіологія ґрунту
- Фітопатологія
- Біологічний захист рослин[66][67]
- Мікробна екологія[en][68]
- Мікологія[69][70][71]

Мікробіологія ґрунту — це галузь мікробіології, і основний напрямок сільськогосподарської мікробіології, дослідники якого займаються дослідженням та управлінням мікробіомом ґрунту. Мікробіом ґрунту є одним з головних факторів його родючості. Дослідження показали, що мікроорганізми ризосфери (навколо кореня) рослин можуть покращувати засвоєння поживних речовин і сприяти захисту рослин, та здатні утворювати в 60 разів більше регуляторів росту та фітогормонів (таких як ауксини, гібереліни, цитокініни та інші), ніж сама рослина.

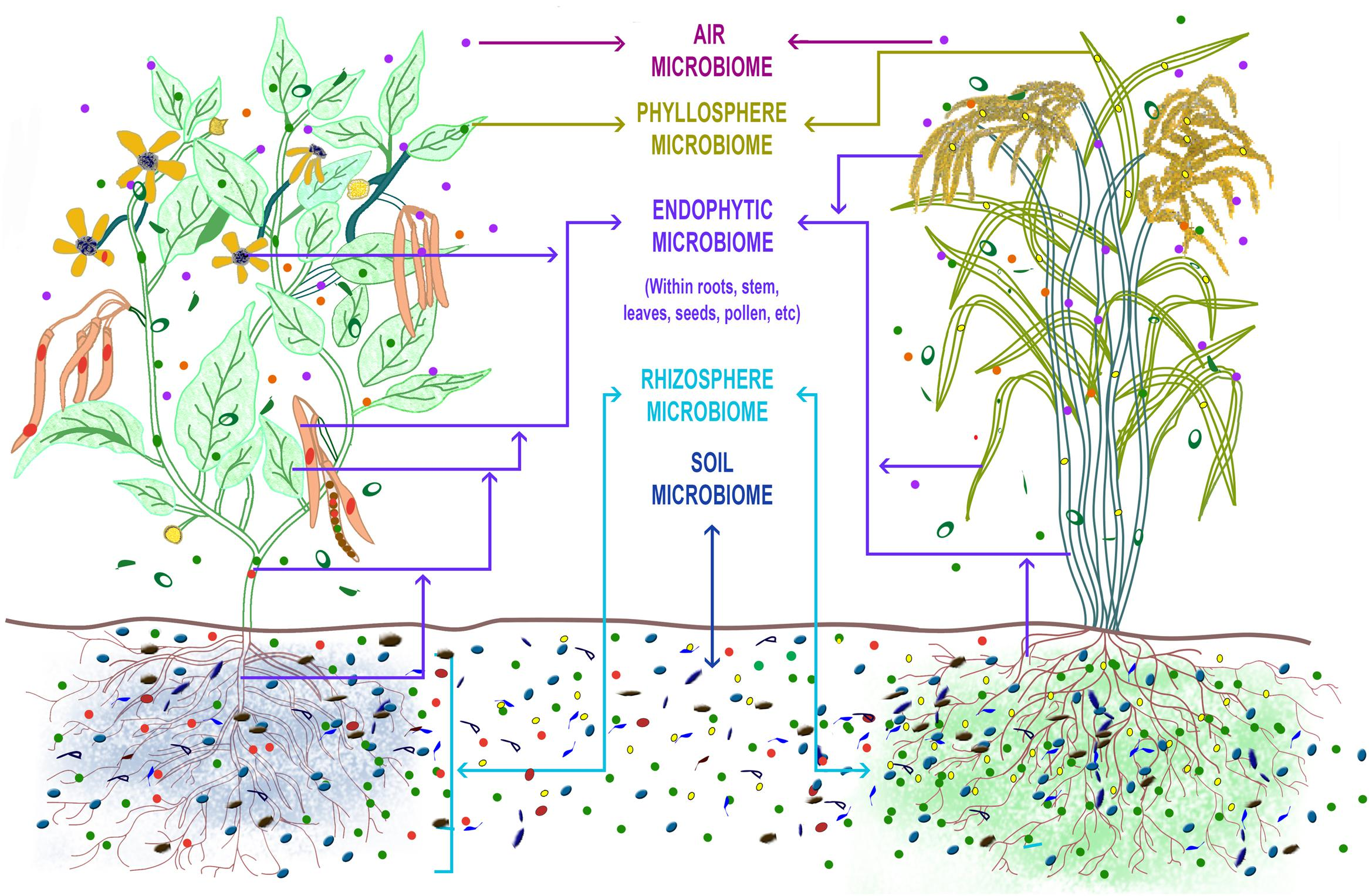
Мікробіом рослини

Молекулярно-біологічні методи (такі, як метагеноміка та інші) використовуються для аналізу складу та активності мікробіому ґрунту, а біодобрива, органічні добрива та біочар — для управління складом, кількістю та різноманіттям мікроорганізмів ґрунту, задля покращення здоров'я та родючості ґрунту, збільшення врожайності та мінімізації негативного впливу на довкілля.

### Інтегрований захист рослин
Інтегрований захист рослин (ІЗР) — це комплексний підхід до боротьби зі шкідниками, спрямований на мінімізацію використання шкідливих хімічних пестицидів і зменшення негативного впливу на навколишнє середовище та здоров'я споживачів сільськогосподарської продукції. Він передбачає моніторинг популяцій шкідників, встановлення економічних порогів для втручання та використання комбінації біологічних, культурних та хімічних методів контролю. Ключові компоненти ІЗР включають:
- Біологічний контроль: використання природних ворогів, таких як корисні комахи-хижаки, паразити та патогени, для контролю популяції шкідників.[66][67]
- Культурний контроль: маніпуляції з навколишнім середовищем або методами управління врожаєм для зменшення популяції шкідників і шкоди.[84] Може включати сівозміну, проміжні культури, посадку стійких до шкідників сортів, коригування дат посадки, ґрунтозахисне землеробство, оптимізацію зрошення для зменшення росту шкідників та інші методи.
- Фізичний контроль: використання бар'єрів, пасток, робототехніки.
- Хімічний контроль: цілеспрямоване та розумне використання пестицидів з акцентом на мінімізацію впливу на довкілля та розвитку стійкості. Використовується в останню чергу. Надається перевага менш шкідливим біопестицидам.[67]

### Циркулярне сільське господарство

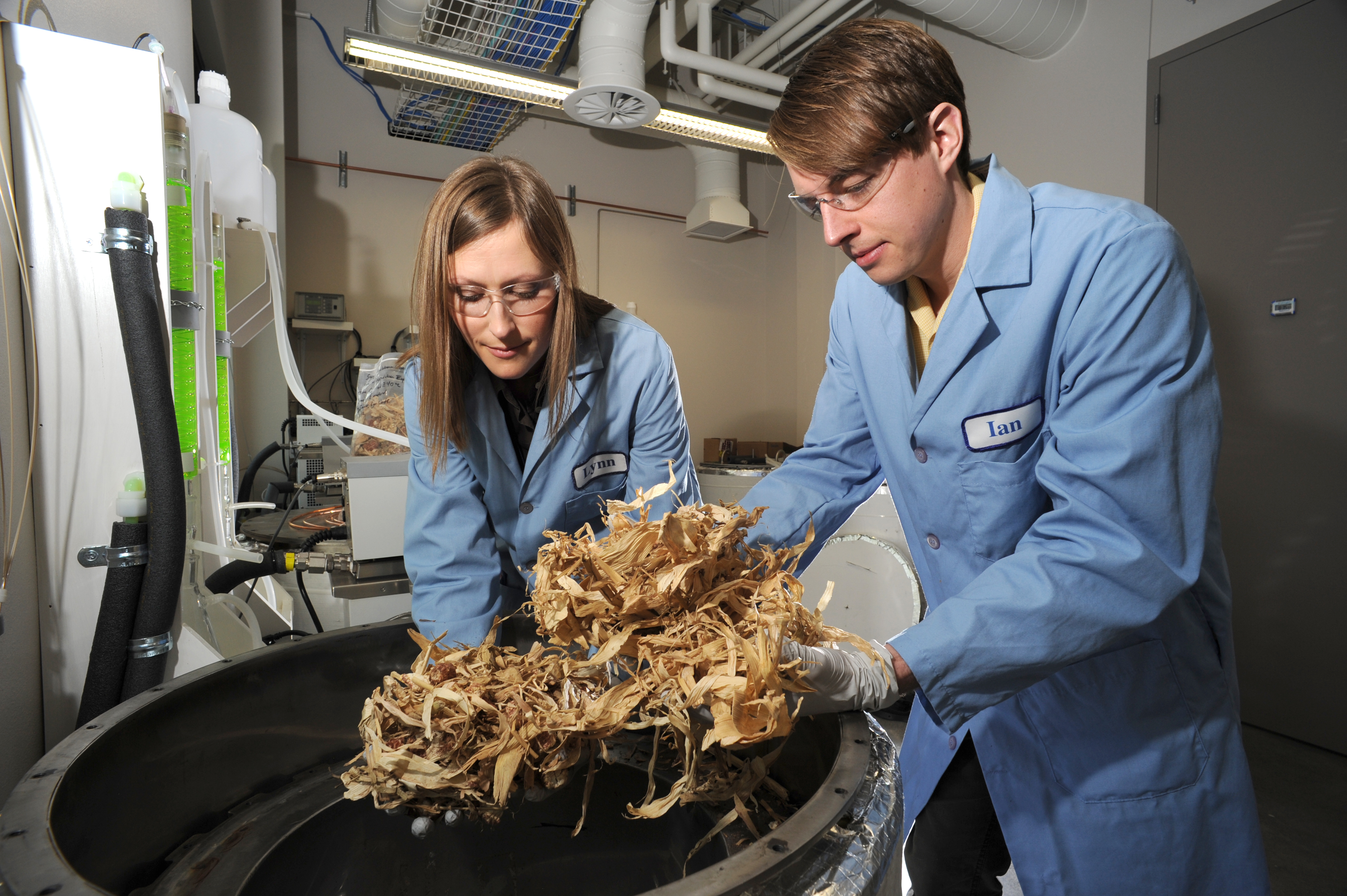
Обробка біомаси відходів для виробництва біопалива

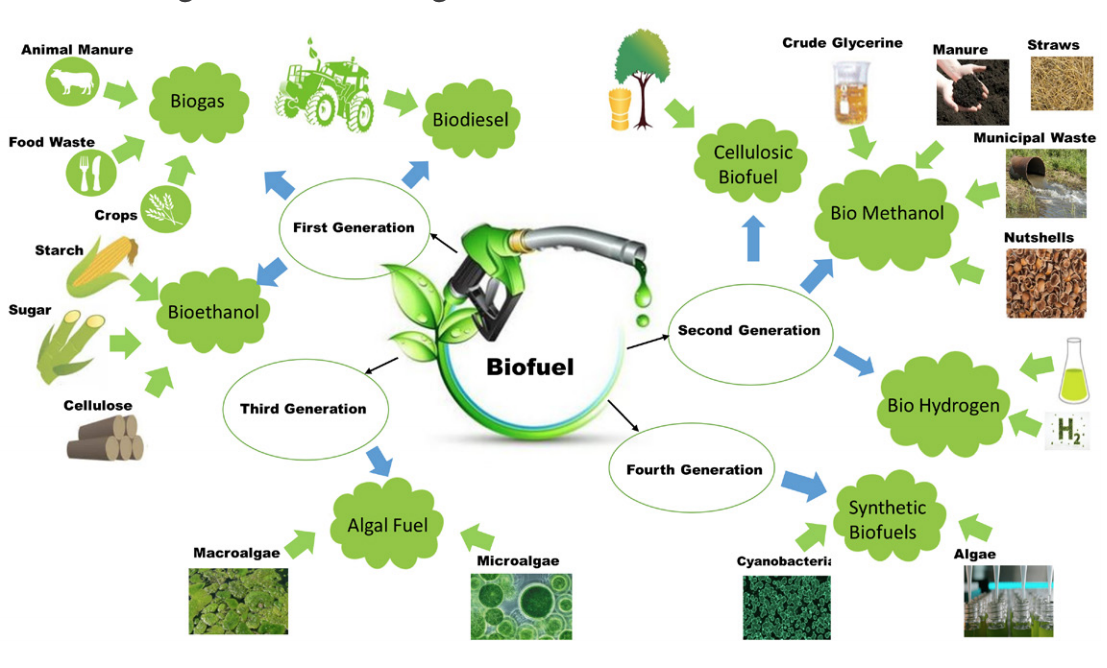
Біопаливо

Циркулярне (кругове) сільське господарство — це підхід, спрямований на мінімізацію і переробку відходів, і максимізацію ефективності використання ресурсів шляхом замикання виробничих циклів у сільськогосподарській системі.
Циркулярне сільське господарство передбачає валоризацію відходів і використання відходів як сировину в біоенергетиці та циркулярному виробництві для виробництва:
- біопалива (біоетанол, біодизель, біометан, біобутанол, біоводень) з біомаси сільськогосподарських відходів[94],
- біополімерів та біопластику[89][95],
- ферментів[96], вітамінів та антиоксидантів[91],
- кормів для тварин[97][98],
- добрив, біодобрива та біостимуляторів[99][89][100]; і мінімізацію використання синтетичних матеріалів. (див. Переробка органічних відходів, Циркулярна економіка, Біопаливо)

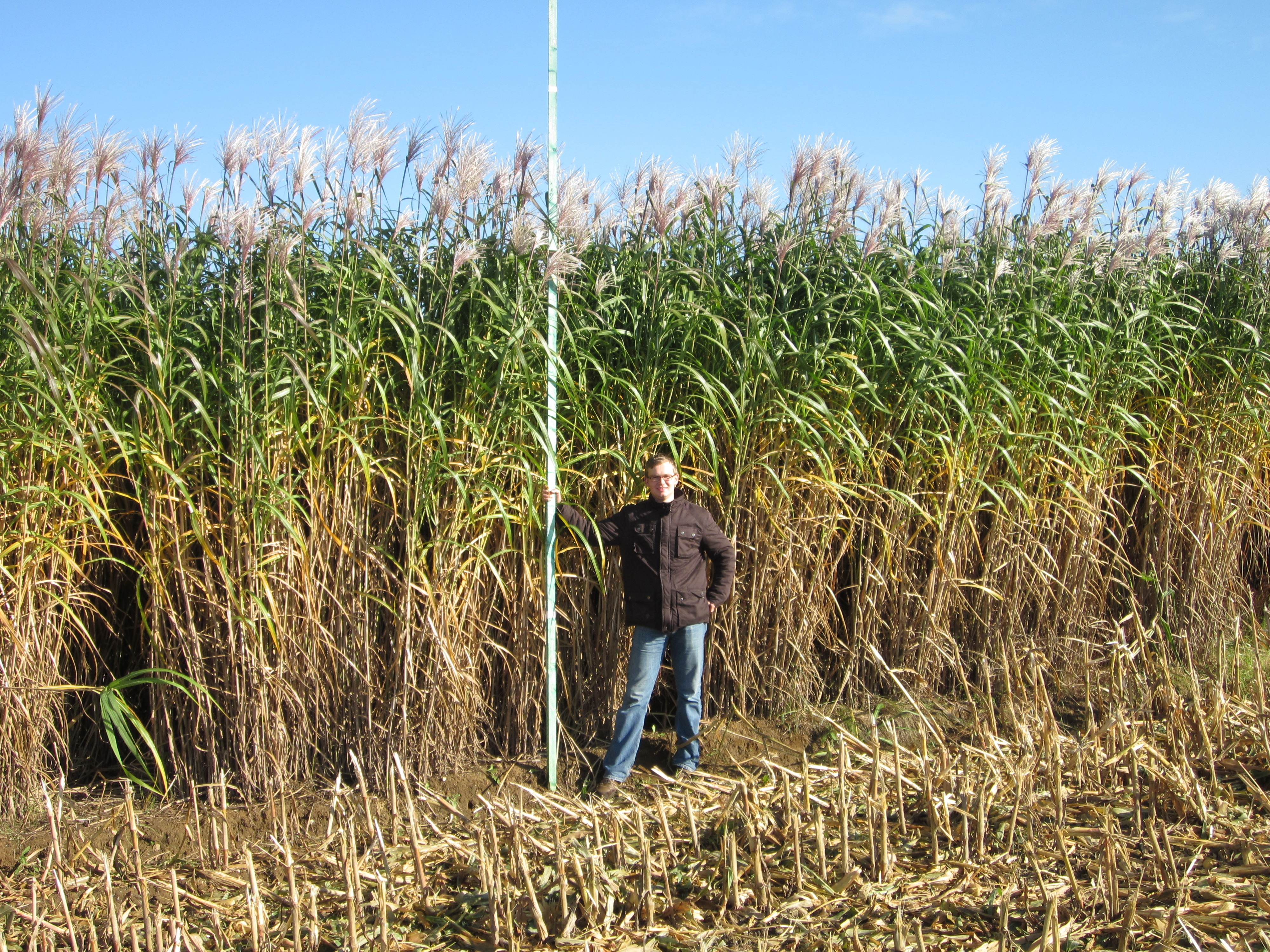
Міскантус гігантський — енергетична культура, з якої виробляють біопаливо

Окрім відходів сільськогосподарського виробництва, біопаливо виробляють з енергетичних культур. Плантації енергетичних культур на малопродуктивних та схильних до ерозії ґрунтах сприяють відновленню їх родючості та забезпечують стале надходження високоякісної сировини для виробництва різних видів біопалива.

### Інженерія біологічних систем та агроінженерія
Інженерія біологічних систем — міждисциплінарна галузь, що зародилась в 1990-х роках, у поєднанні агроінженерії та харчової інженерії, та передбачає застосування принципів інженерії, проєктування та дизайну для створення стійких та ефективних біологічних, екологічних та сільськогосподарських систем.
Інженерія біологічних систем поєднує в собі принципи та методи:
- агроінженерії,
- циркулярного сільського господарства та біоенергетики,
- точного землеробства,
- цифрового сільського господарства,
- сталого сільського господарства,
- тваринництва,
- харчової інженерії, задля створення стійких, продуктивних та ефективних виробничих систем.[103]

Деякі компоненти таких систем, окрім вже розглянутих вище (точне, стале і циркулярне сільське господарство), можуть включати:

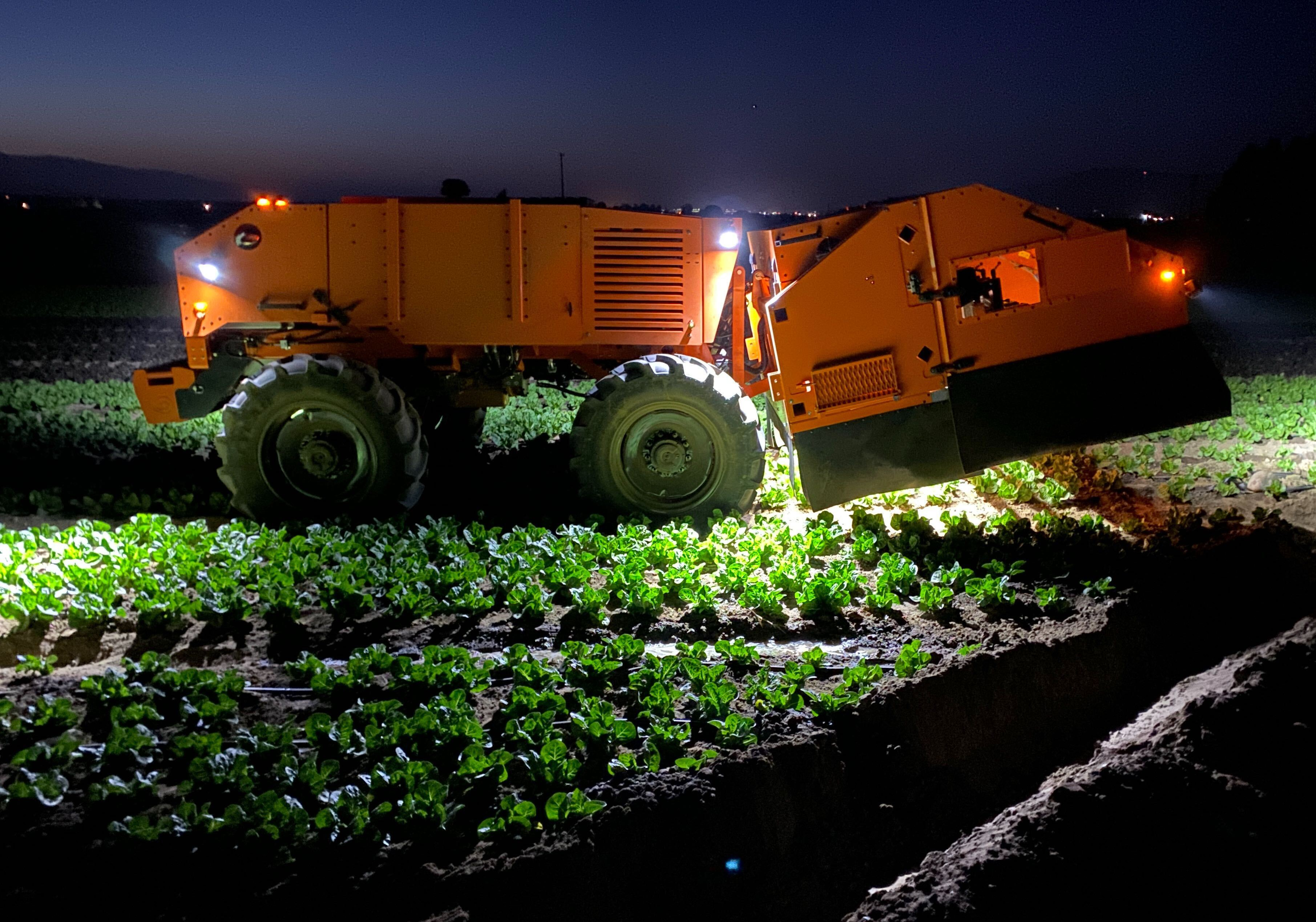
Сільськогосподарський робот Titan FT-35 від FarmWise — автоматизований робот-прополювач

- Сільськогосподарський робот Titan FT-35 від FarmWise — автоматизований робот-прополювачАгроінженерія та точне землеробство: розробка та застосування датчиків, технологій візуалізації, сільськогосподарських роботів та автономних систем для таких завдань, як моніторинг вологості ґрунту, оцінка здоров'я рослин і операції точного землеробства.[104] (див. також Автоматизація технологічних процесів, Автоматизація виробництва)
- Сільське господарство з контрольованим середовищем: проектування та оптимізація систем для вирощування сільськогосподарських культур у контрольованому середовищі, включаючи контроль клімату, доставку поживних речовин та енергоефективність.[105][106][107][108]

- Цифрове сільське господарство — сільське господарство, кероване даними. Це застосування цифрових технологій у системах рослинництва та тваринництва для збору, інтерпретації та передачі даних, щоб керувати прийняттям рішень на фермах і вздовж ланцюга поставок.[109][110][111] Передбачає використання цифрових технологій, таких як інтернет речей (IoT), датчики[112], великі дані, хмарні обчислення, штучний інтелект та блокчейн[113][114][115] для підвищення ефективності, зменшення впливу на довкілля, покращення стійкості виробництва та ринкових систем, відстеження ланцюга поставок[116][117] та прозорості.[118][119][120][121]

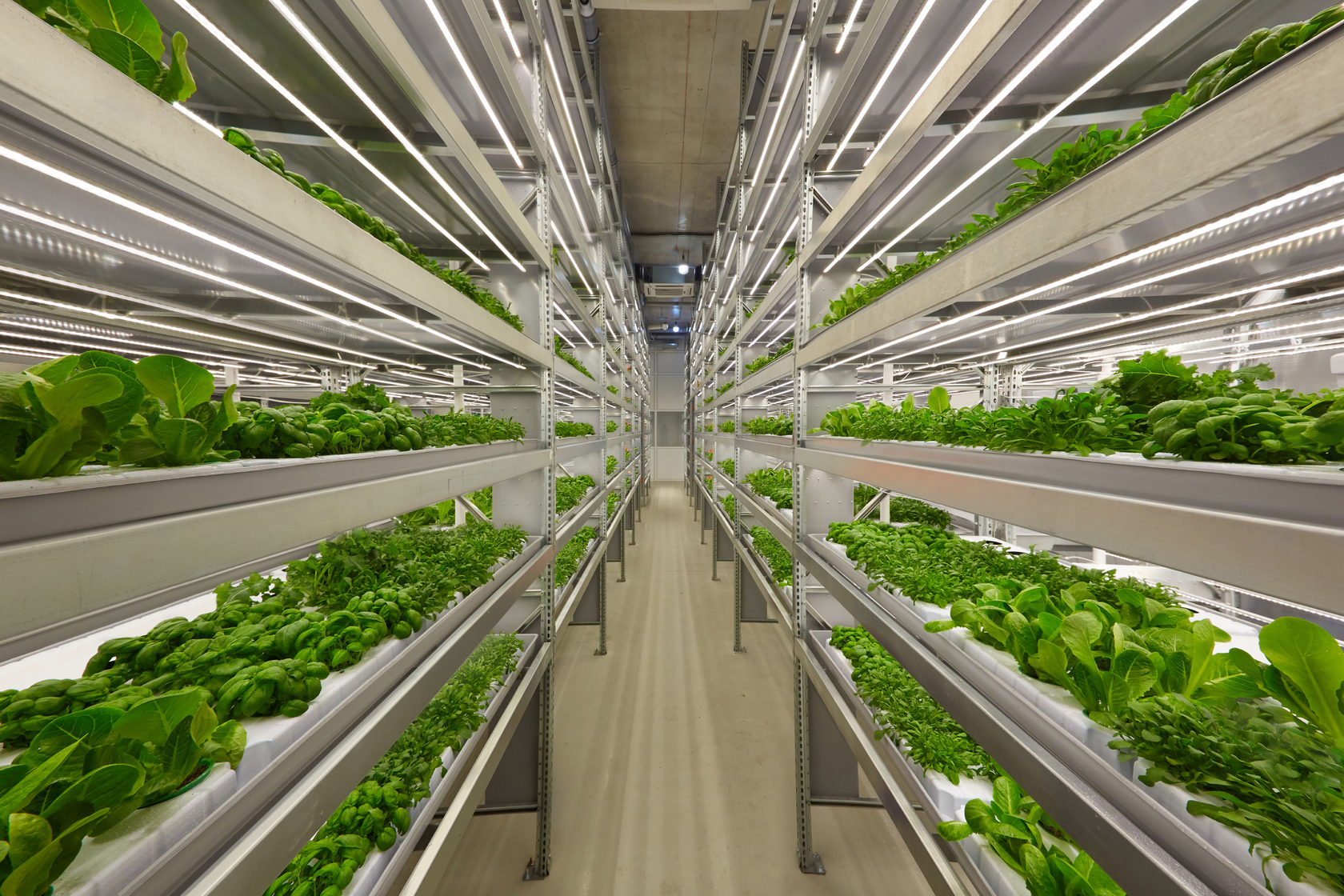
Гідропонна вертикальна ферма

- Вертикальні ферми: вирощування сільськогосподарських культур з використанням штучного освітлення, контрольованої температури та вологості, датчиків та робототехніки, а також гідропонних або аеропонних систем.[122][123][124] Це сучасний сільськогосподарський підхід, який забезпечує виняткову ефективність використання простору, оптимальне використання води, попередження деградації ґрунтів, зменшення використання пестицидів/добрив і скорочення ланцюга постачання продовольства. Ключові переваги вертикального землеробства включають рециркуляцію прісної води для мінімізації відходів, оптимізацію умов зростання для стабільного цілорічного врожаю та можливість обійти сезонні обмеження. Основні тренди і перспективні технології включають різноманітні сенсори, робототехніку, інтернет речей і штучний інтелект.[125][126] Хоча вертикальне землеробство є енергоємним і, на початок 2020-х, через високі витрати, є прибутковим лише в специфічних нішах (в залежності від клімату та ступеня урбанізації), воно має потенціал для сталого розвитку, оскільки людство переходить до відновлюваних джерел енергії. Технологічні досягнення, такі як підвищення ефективності світлодіодів та автоматизація можуть розширити його застосування. Велике значення має розробка навколокореневого (ризосферного) мікробіому для гідропонних систем, який може покращити ріст рослин, стійкість і загальну продуктивність вертикальної ферми.[127]

Ферма на даху, Мангеттен

- Ферма на даху, Мангеттен

Ферми на дахах забезпечують свіжезібраною їжею, використовують дощову воду та відфільтровану стічну воду домогосподарства і, крім того, можуть також бути корисними для будівлі, оскільки рослини забезпечують охолодження і зменшення ефекту міського теплового острова влітку та теплоізоляцію взимку, покращують міський клімат і біорізноманіття.

### Іригація та водні ресурси
Ефективне управління водними ресурсами має вирішальне значення для сталого сільського господарства, особливо в регіонах з дефіцитом води. Агрономи використовують різні інструменти та технології для оптимізації використання води та мінімізації відходів. Деякі з них включають:
- Датчики вологості ґрунту: пристрої, які вимірюють рівень вологості ґрунту, допомагаючи фермерам визначати, коли та скільки зрошувати.[130]
- Планування зрошення: використання даних про випаровування та вологість ґрунту, прогнозів погоди та даних різноманітних датчиків точного землеробства, для планування заходів зрошення та оптимізації використання води.[131][132]
- Системи крапельного зрошування та мікрозрошування[133]: методи, які доставляють воду безпосередньо до кореневої зони рослин, зменшуючи втрати на випаровування та підвищуючи ефективність використання води.[134][135][136]

### Адаптація до зміни клімату та пом'якшення наслідків
Агрономи відіграють вирішальну роль у допомозі сільському господарству адаптуватися до зміни клімату та пом'якшити наслідки зміни клімату. Інструменти та стратегії, що використовуються в цій області, включають:

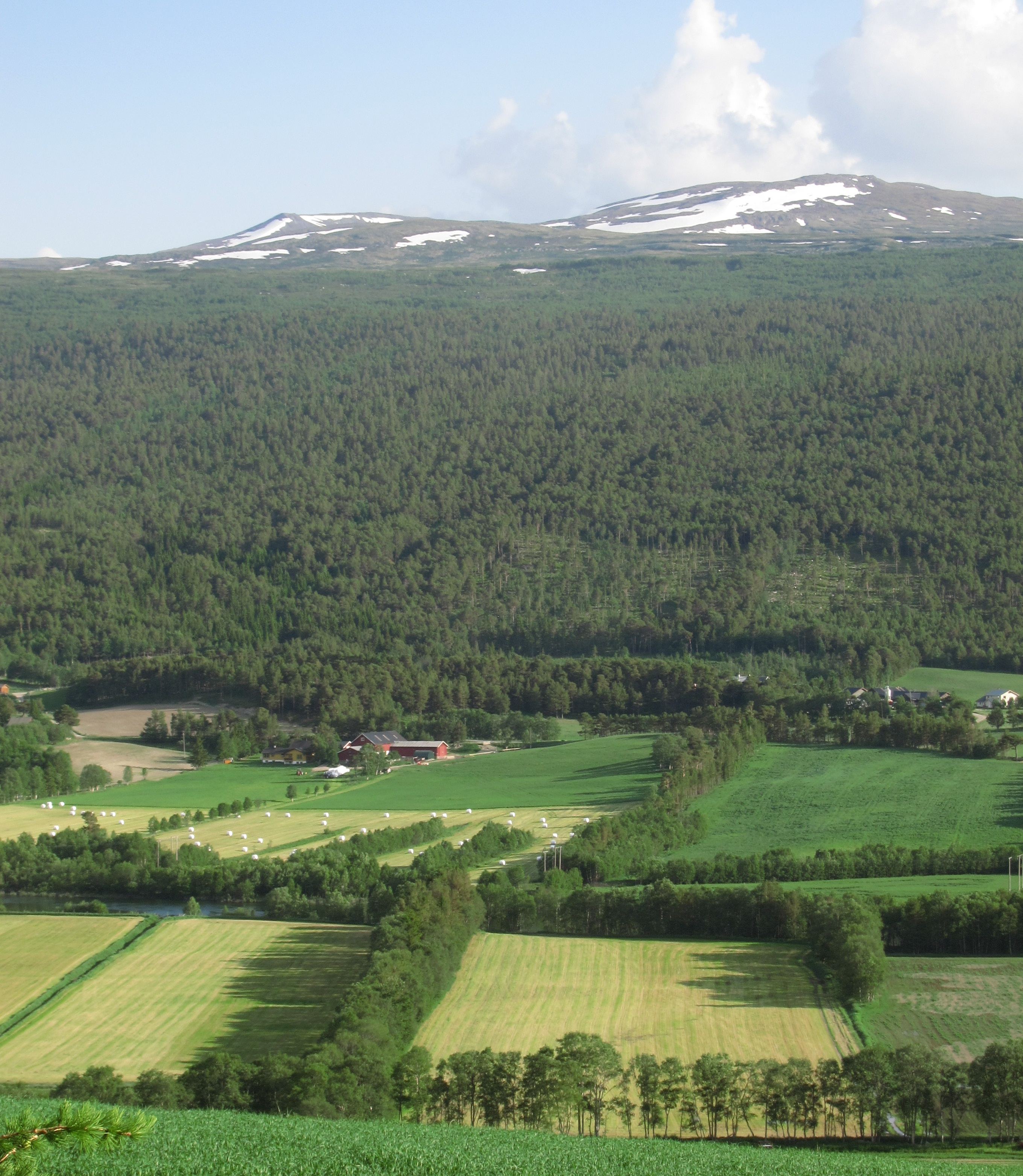
Лісосмуги між полями зменшують ерозію і покращують родючість ґрунту, сприяють надходженню вуглецю в ґрунт, покращують біорізноманіття та якість повітря, а також є джерелом деревини

- Агролісомеліорація: включення дерев і кущів у сільськогосподарські системи для забезпечення різноманітних переваг, таких як поглинання вуглецю, покращення ґрунту та забезпечення середовища існування для запилювачів і природних ворогів шкідників.
- Кліматично-розумне сільське господарство[en] — це підхід, спрямований на вирішення трьох основних цілей: (1) стабільне підвищення продуктивності сільського господарства та доходів сільських ферм; (2) забезпечення адаптації та створення стійкості до зміни клімату в різних масштабах, від місцевого до міжнародного; (3) скорочення та усунення викидів парникових газів від харчової та сільськогосподарської діяльності.[138] Технології та практики кліматично-розумного сільського господарства включають інтегроване управління культурами, агролісомеліорацію, ґрунтозахисне землеробство, зменшення використання хімічних добрив, а також розумні сільськогосподарські технології, включаючи роботизовані системи, дрони, дистанційне зондування, супутники та Інтернет речей.[139][140] (див. Агроекологія, Відновлювальне сільське господарство, Стале сільське господарство)
- Вуглецеве землеробство[en] — це система управління викидами основного парникового газу — вуглекислого газу, яка сприяє мінімізації викидів, та накопиченню і зберіганню вуглецю в ґрунті. Включає технології та практики ґрунтозахисного землеробства, агролісомеліорації, використання сидератів та мульчування, біочару, мінімізації хімічних добрив, використання технологій циркулярного сільського господарства та біоенергетики з вловленням та зберіганням вуглецю.[141] (див. Вуглецевий цикл)

Підсумовуючи, інструменти агрономії різноманітні та постійно розвиваються завдяки прогресу, інноваціям та підривним інноваціям в технології та нашому розумінню наук про рослини та ґрунти. Ці інструменти дозволяють агрономам розробляти та впроваджувати стратегії, які оптимізують виробництво сільськогосподарських культур, одночасно зберігаючи навколишнє середовище та природні ресурси для майбутніх поколінь. (див. Перспективні технології, Соларпанк)

### Книги
- Наукові основи оптимізації живлення рослин у сучасних системах землеробства / Заришняк А. С., Балюк С. А., 2019.
- Практична агрономія Ніла Кінсі / Н.Кінсі, Ч.Уолтерс, 2019 — Київ. ISBN 978-966-2544-45-9.
- Серії книг: Advances in Agronomy (Elsevier), Sustainable Agriculture Reviews (Springer), Innovations in Agricultural & Biological Engineering та GIS Applications in Agriculture (Routledge).
- Історія агрономічної науки і техніки / Примак І. Д., 2014. ISBN 978-617-7212-00-2.
- No-till система землеробства в Україні: наука і практика / Вожегова Р. А., Малярчук М. П., Грановська Л. М., 2021. ISBN 978-966-289-529-2.
- Термінологічний словник агронома / Тонха О. Л. та ін., 2011. ISBN 978-966-2007-21-3.
- Фітосанітарний моніторинг і прогноз: [навч. посіб. для підготов. фахівців напряму 6.090101 «Агрономія»] / А. В. Кулєшов, М. О. Білик. — Х.: Еспада, 2008. — 508, [4] с. — ISBN 978-966-456-013-6.
- Вільямс В. Р. Основи землеробства. К.—X., 1948.
- Мічурін І. В. Вибрані твори. К,— X., 1949.
- Тімірязєв К. А. Вибрані твори, т. 2. К., 1949.

### Журнали
- Вісник аграрної науки
- Agronomy Journal
- European Journal of Agronomy
- Agronomy for Sustainable Development
- Agronomy
- Journal of Agronomy and Crop Science
- Biotechnology, Agronomy and Society and Environment
- Agricultural and Resource Economics (укр)
- Аграрні інновації
- Агросвіт
- Сільськогосподарська мікробіологія
- Агрономія сьогодні